# إظهار الموتى
إظهار الموتى (بالإنجليزية: Bringing Out the Dead)‏ هو فيلم دراما تم إنتاجه في الولايات المتحدة وصدر في سنة 1999. الفيلم من إخراج مارتن سكورسيزي من بطولة نيكولاس كيج وباتريشيا أركيت وجون غودمان وفينج راميز وتوم سيزمور.

## الميزانية والإيرادات
بلغت تكلفة إنتاج الفيلم حوالي 55 مليون دولار بينما حقق أرباحا تقدر بـ 16.8 مليون دولار.

## وصلات خارجية
- إظهار الموتى على موقع IMDb (الإنجليزية)
- إظهار الموتى على موقع ميتاكريتيك (الإنجليزية)
- إظهار الموتى على موقع الموسوعة البريطانية (الإنجليزية)
- إظهار الموتى على موقع روتن توميتوز (الإنجليزية)
- إظهار الموتى على موقع نتفليكس (الإنجليزية)
- إظهار الموتى على موقع قاعدة بيانات الأفلام العربية
- إظهار الموتى على موقع ألو سيني (الفرنسية)
- إظهار الموتى على موقع Turner Classic Movies (الإنجليزية)
- إظهار الموتى على موقع أول موفي (الإنجليزية)
- إظهار الموتى على موقع بوكس أوفيس موجو (الإنجليزية)